# Leones de Ponce
I Leones de Ponce sono una società cestistica avente sede a Ponce, a Porto Rico. Fondati nel 1946, giocano nel campionato portoricano.
Disputano le partite interne nel Juan Pachín Vicéns Auditorium, che ha una capacità di 12.000 spettatori.

## Palmarès
- Campionati portoricani: 14

1952, 1954, 1960, 1961, 1964, 1965, 1966, 1990, 1992, 1993, 2002, 2004, 2014, 2015